# University of Lagos
Die University of Lagos (auch als Unilag bekannt) ist eine staatliche Universität in der nigerianischen Primatstadt Lagos.
Die Hochschule wurde 1962 gegründet. Die Universität hat insgesamt 57.183 Studenten, davon 32.443 Vollzeitstudenten und 24.740 Teilzeitstudenten. 14.093 Teilzeitstudenten nehmen an Fernunterricht (Distance LearningInstitute, DLI) teil (2012/13). Es gibt 146 Professoren unter den 1.123 wissenschaftlichen Mitarbeitern, dazu kommen 2.622 nicht-wissenschaftliche Mitarbeiter (2012/13). Unilag gehört zu den größten Universitäten in Nigeria und steht in Trägerschaft des Bundesstaats.

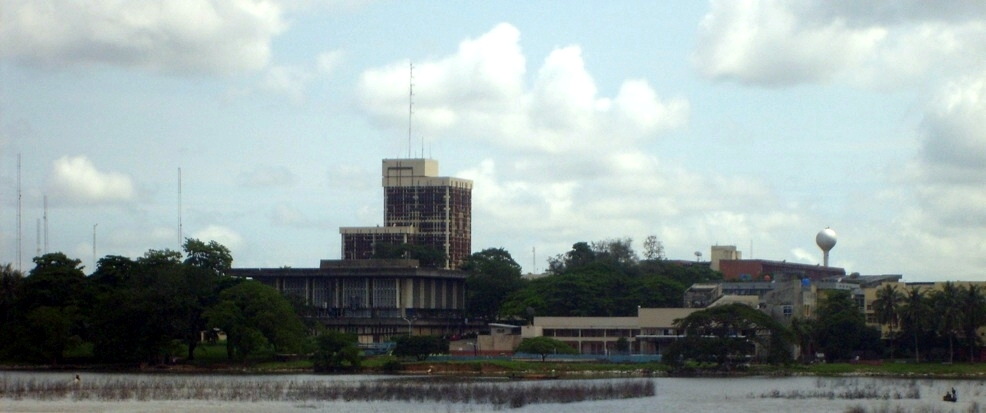
Universitätsgebäude (2007)

## Fakultäten
Unilag hat neben der „School of Postgraduate Studies“ und dem „Distance Learning Institute“ (DLI) zwölf Fakultäten:
- Geisteswissenschaftens (Arts)
- Wirtschaftswissenschaften (Business Administration)
- Pädagogik (Education)
- Ingenieurwissenschaften (Engineering)
- Umweltwissenschaften (Environmental Sciences)
- Rechtswissenschaften (Law)
- Medizin (Basic Medical Sciences)
- Clinical Sciences
- Zahnmedizin (Dental Sciences)
- Naturwissenschaften (Science)
- Sozialwissenschaften (Social Sciences)
- Pharmazie (Pharmacy)

## Ehemalige
Zu den Absolventen und Hochschullehrenden gehören:

### Vize-Kanzler (CEO)
- Professorin Folasade Ogunsola: 2022–
- Professor Oluwatoyin Ogundipe: 2017–2022
- Professor Rahmon Ade Bello: 2012–2017
- Professor Babatunde Adetokunbo Sofoluwe: 2010–2012
- Professor Tolu Olukayode Odugbemi: 2007–2010[4]
- Professor Oyewusi Ibidapo Obe: Ag, 2000–2002; 2002–2007[5][6]
- Professor Jelili Adebisi Omotola: 1995–2000
- Professor Nurudeen Oladapo Alao: 1988–1995
- Professor Akinpelu Oludele Adesola: 1981–1988
- Professor Babatunde Kwaku Adadevoh: 1978–1980
- Professor Jacob F. Adeniyi Ajayi: 1972–1978
- Professor Saburi Biobaku: 1965–1971
- Professor Eni Njoku: 1962–1965

### Dozierende
- Ayodele Awojobi
- Laurence Gower
- David Aradeon
- Akin Euba
- Cornelius Taiwo
- Chike Obi
- Taslim Olawale Elias

### Studierende
- Daniel Kolawole Olukoya, Pastor
- Fabian Ajogwu, Jurist
- Francis Agu, Schauspieler
- Funke Akindele, Schauspielerin
- Omowunmi Akinnifesi, public relations consultant, MBGN
- IllRymz, Musiker und television personality
- Winifred Akpani, Businesswoman
- Bisi Alimi, LGBT-Aktivist[7]
- Lola Akande, Autor
- Daré Art-Aladé, Sänger
- Reekado Banks, Sänger
- Wunmi Obe, Sänger
- Adewale Ayuba, Sänger
- Regina Askia-Williams, Schauspielerin, Miss Unilag
- Philip Begho, Autor
- Funsho Williams, Beamter
- Stella Damasus, Schauspielerin
- Denrele, TV-Moderator
- Eniola Akinkuotu, Journalist
- Sasha P, Rapper, Musiker
- Akin Babalola Kamar Odunsi, Politiker
- Ufuoma McDermott, Model und Schauspielerin
- Fidelis Oditah, Jurist
- Grace Ekpiwhre, Minister
- eLDee, Rapper
- Linda Ikeji, Model und Bloggerin
- Oby Ezekwesili, Buchhalter
- Kayode Fayemi, Ekiti Gouverneur
- Kate Henshaw, Schauspielerin
- Matilda Kerry, MBGN
- Oliver Mbamara, Jurist
- Richard Mofe-Damijo, Schauspieler
- Tony Momoh, Jurist
- Genevieve Nnaji, Schauspielerin
- Teju Babyface, Comedian
- Mary Akpobome, Banker
- Ramsey Nouah, Schauspieler
- Chinenye Ochuba, MBGN
- Bayo Ojo, Jurist
- Ikedi Ohakim, former Imo Gouverneur
- Afolabi Olabimtan, Autor
- Dele Olojede, journalist[8]
- Simbo Olorunfemi, Autor und TV-Produzent
- Mike Omoighe, Künstler
- Helen Ovbiagele, Autor
- Joke Silva, Schauspielerin
- Adetokunbo Kayode, Minister
- Ganiyu Solomon, politician
- Farida Mzamber Waziri, EFCC Vorsitzender
- Kunlé Adeyemi, architect[9]
- Tony Elumelu, Unternehmer
- Helen Paul, comedian
- Chude Jideonwo, Journalist
- Koffi Idowu Nuel, Comedian
- Akinwunmi Ambode, Gouverneur Lagos State
- Jimi Agbaje, Politiker
- Yakubu Itua, Richterin
- Sarah Jibril, Politikerin
- Omoyemi Akerele, Modedesigner
- Sophie Oluwole, Philosoph
- Abayomi Owope: TV-Moderator
- Timini Egbuson, Schauspieler
- Dakore Akande, Schauspielerin
- Ifeanyi Chudy Momah Politiker
- Victoria Inyama, Schauspielerin
- Moyo Lawal, Schauspielerin
- Jibola Dabo, Schauspieler
- Bobrisky, transgender Unternehmer
- Shade Omoniyi, Schauspielerin
- Tim Owhefere, Politiker
- Laycon, Rapper
- Emilia Asim-Ita, Unternehmer
- Tobi Bakre, Schauspieler
- Broda Shaggi, Comedian